# Ferenc Horváth
Ferenc Horváth (6 de maio de 1973) é um ex-futebolista húngaro que atuava como atacante. Atualmente é o treinador do Haladás.
Sua primeira aparição pela Seleção Húngara de Futebol foi em 1996, atuando nela por 32 vezes e anotando 11 gols até 2001.
Em Portugal jogou pelo Estoril, onde se sagrou campeão por este clube na temporada 2004/2005 na actual Liga Vitalis.